# Laòdice de Macedònia
Laòdice (en grec antic: Λαοδίκη τῆς Μακεδονίας, Laodíkē tēs Makedonías, llatí: Laodĭce) fou una aristòcrata macedònia que es casà amb Antíoc de Macedònia, un dels generals distingits del rei Filip II de Macedònia, i va ser mare de Seleuc I Nicàtor, fundador de la dinastia selèucida.
Segons que es deia, el verdader pare de Seleuc era el déu Apol·lo, tal com li havia revelat un somni. El seu fill va donar el nom de la seva mare a diverses ciutats que va fundar, com ara Laodicea Pòntica, Laodicea Combusta o Laodicea de Síria.